# Syncaris pacifica
Syncaris pacifica es una especie amenazada de camarón de agua dulce de la familia Atyidae, que se encuentra solo en un rango limitado dentro del área norte de la Bahía de San Francisco, California, EE. UU. Específicamente, esta especie se encuentre solo en 17 segmentos de arroyos dentro de los condados de Sonoma, Napa y Marin. Esta especie es a menudo de translúcida a transparente, y ambos sexos son capaces de alterar considerablemente la coloración, como una forma sofisticada de camuflaje. Este decápodo se conoce comúnmente como camarón de agua dulce de California y es el único camarón decápodo en California que se encuentra en aguas no salinas .
S. pacifica es uno de los cuatro miembros de la familia Atyidae en América del Norte. Se han realizado estudios genéticos para comparar especímenes de Syncaris pacifica de varios drenajes, y los resultados muestran una variedad de variaciones genéticas bien definidas dentro de estas poblaciones. La especie tiene una apariencia superficial similar a sus parientes marinos más conocidos, y puede alcanzar una longitud corporal de unos 5 cm.

## Morfología
Syncaris pacifica es un crustáceo de diez patas que utiliza una técnica de translucidez junto con cromatóforos colocados estratégicamente que se encuentran tanto internamente como en la superficie. Como resultado, estos cromatóforos agrupados combinan la translucidez que camufla al contorno del cuerpo y mezclan el organismo con su entorno subterráneo. En consecuencia, se presenta la ilusión de que S. pacifica es vegetación sumergida y descomposición. Los ejemplares de S. pacifica se mueven con bastante torpeza y son prácticamente invisibles entre los sustratos de hojas y ramas de la columna de agua; y entre las raíces delgadas, expuestas y vivas de la vegetación ribereña a lo largo de las orillas de los arroyos.
Los machos y los juveniles son siempre translúcidos o transparentes, mientras que la coloración de las hembras, a veces translúcidas, varía de marrón oscuro a púrpura, algunas con una banda dorsal ancha de color canela. Las hembras pueden cambiar rápidamente de este color críptico muy oscuro a casi transparente con cromatóforos difusos. Además, las hembras suelen tener un cuerpo más largo y profundo que los machos.
Todos los miembros de la familia Atyidae se pueden distinguir de otros camarones por su longitud total, así como por la extensión de sus garras en forma de pinza y la manifestación de cerdas terminales en las puntas de la primera y segunda quela. Una espina corta sobre el ojo y la articulación en ángulo de la segunda quela con el carpo diferencian a S. pacifica de otros camarones que se encuentran en California. Se puede alcanzar una longitud de caparazón (contada desde la cuenca del ojo hasta la punta de la cola) de poco más de cinco centímetros.

## Distribución

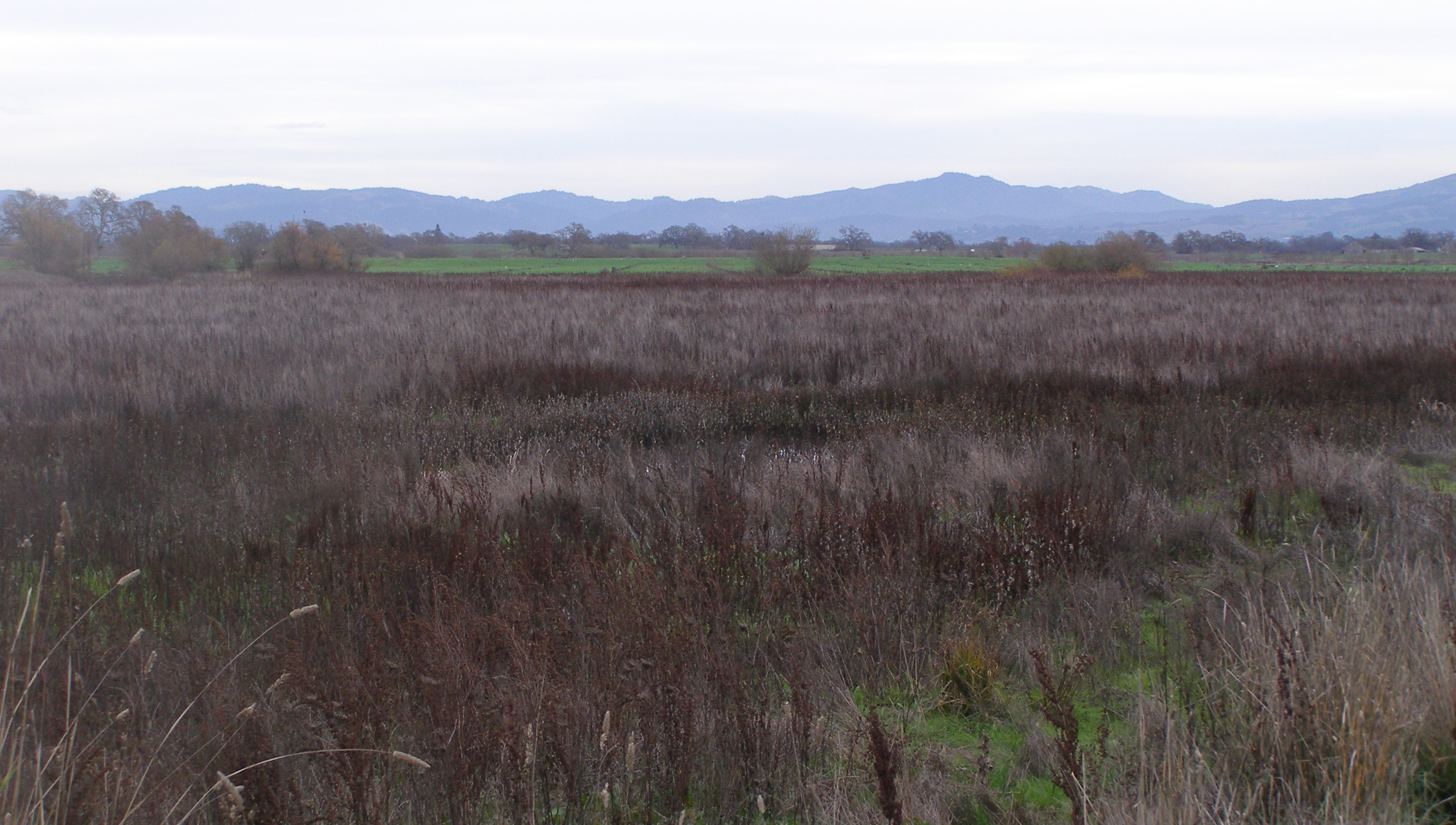
Laguna de Santa Rosa, el segundo humedal más grande del norte de California y hábitat de Syncaris pacifica

Se desconoce la distribución histórica exacta de Syncaris pacifica, ya que los cambios geológicos y climáticos desde principios del período Cuaternario han alterado significativamente los cursos de los ríos de la costa norte de California. Históricamente, S. pacifica puede haberse distribuido tan al norte como en el río Klamath, pero la reducción del hábitat, especialmente por el sobrepastoreo del ganado, junto con la contaminación química del agua ha disminuido en gran medida el área de distribución actual a 17 segmentos de arroyos en los condados de Sonoma, Napa y Marin. Estos segmentos de arroyos de hábitat a veces están separados por porciones degradadas de un arroyo determinado, lo que efectivamente conduce a una fragmentación del hábitat. La distribución está restringida a arroyos perennes por debajo de los 100 metros sobre el nivel del mar y con una pendiente inferior al uno por ciento. Los segmentos de flujo se pueden agrupar de la siguiente manera:
- Ciertos segmentos de arroyos que drenan directamente al Océano Pacífico, incluida la Bahía de Tomales, en los condados de Marin y Sonoma
- Sonoma Creek, parte baja del río Napa, Tolay Creek y Petaluma River, todos los cuales desembocan en la bahía de San Pablo
- Ciertos afluentes inferiores del río Ruso, incluida la Laguna de Santa Rosa y algunos de sus afluentes, como Blucher Creek[6]

## Hábitat y comportamiento

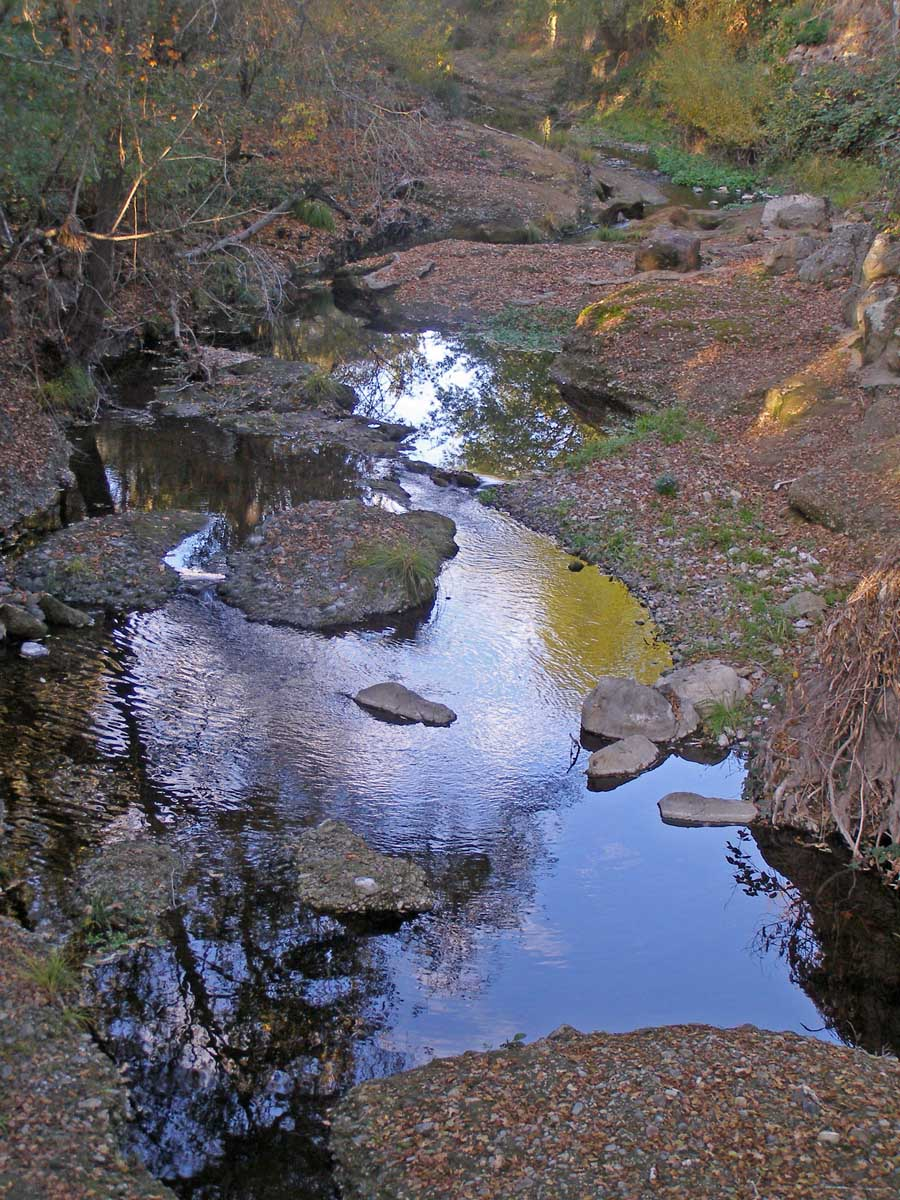
Sonoma Creek, un hábitat de Syncaris pacifica

S. pacifica prefieren los arroyos que tienen agua que fluye durante todo el año con flujos de gradiente predominantemente bajos. En los meses de verano con poca precipitación y escorrentía superficial, las tasas de flujo pueden ser muy bajas con charcos más grandes, pero característicamente transportan una gran escorrentía durante la estación lluviosa del invierno. Dentro de una corriente dada, S. pacifica prefiere charcos de flujo lento a mediano y áreas de deslizamiento con bancos que sobresalen. No habitan ni siquiera en segmentos de arroyos ligeramente salobres, pero se ha descubierto que sobreviven un mínimo de 13 días en un 50% de agua de mar, lo que quizás permita que las poblaciones de semillas colonicen los arroyos cercanos, como posiblemente se vio en Olema Creek.
Como una especie de movimiento lento, S. pacifica se alimenta de la vegetación en descomposición y otros detritos, consumiendo diminutas partículas diversas transportadas por las corrientes. A medida que el agua se ralentiza, las partículas son filtradas por la fina red de raíces expuestas de los árboles, como los sauces y los alisos. S. pacifica simplemente cepillan la comida con mechones en las puntas de sus pequeñas pinzas y se llevan a la boca los bocados recolectados. Colonizados por algas, bacterias, hongos y animales microscópicos, los aglomerados de partículas son bastante nutritivos. Aunque la mayoría de las especies de camarones caminan lentamente sobre las raíces mientras se alimentan, S. pacifica emprende breves ráfagas de natación para obtener artículos particularmente deseables.
La reproducción ocurre una vez al año durante el otoño. Los adultos alcanzan la madurez sexual al final de su segundo verano. Se puede esperar que una hembra genere aproximadamente de 50 a 120 huevos por temporada de reproducción, que permanecen unidos a la madre durante todo el invierno. Los estudios sobre otros miembros de la familia sugieren una vida útil de esta especie de varios años.